# Xương rồng Nopal
Xương rồng Nopal (Opuntia ficus-indica) gọi tắt là OFI là một loài xương rồng, một loài cây trồng quan trọng ở những vùng hoang mạc và bán hoang mạc trên thế giới. Có nguồn gốc từ Mexico. Tên thông dụng là xương rồng Nopal Mexico 'Chú ý tránh nhầm lẫn' 'với xương rồng tai thỏ' hoặc lưỡi long (tên khoa học: opuntia cochenillifera /Nopalea cochenillifera) OFI được biết đến với nhiều công dụng như làm  thuốc, làm cảnh, làm thức ăn, chăn nuôi gia súc, thuốc. Được coi là siêu thực phẩm c
ũng được sử dụng trong y học như một loại thuốc chống viêm, nhuận tràng hoặc thuốc hạ đường huyết cho bệnh tiểu đường và điều trị viêm dạ dàNù nopal có hàm lượng chất xơ và chất nhầy cao K
hể có tác dụng nhạy cảm với insulin

## Mô tả

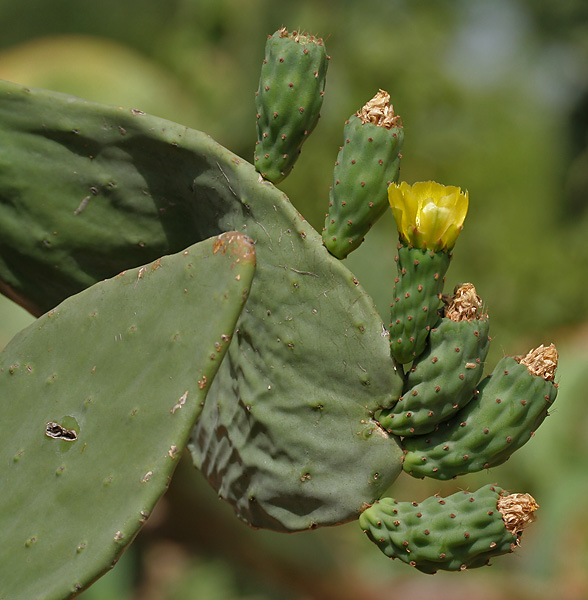
Hoa nopal đang trổ

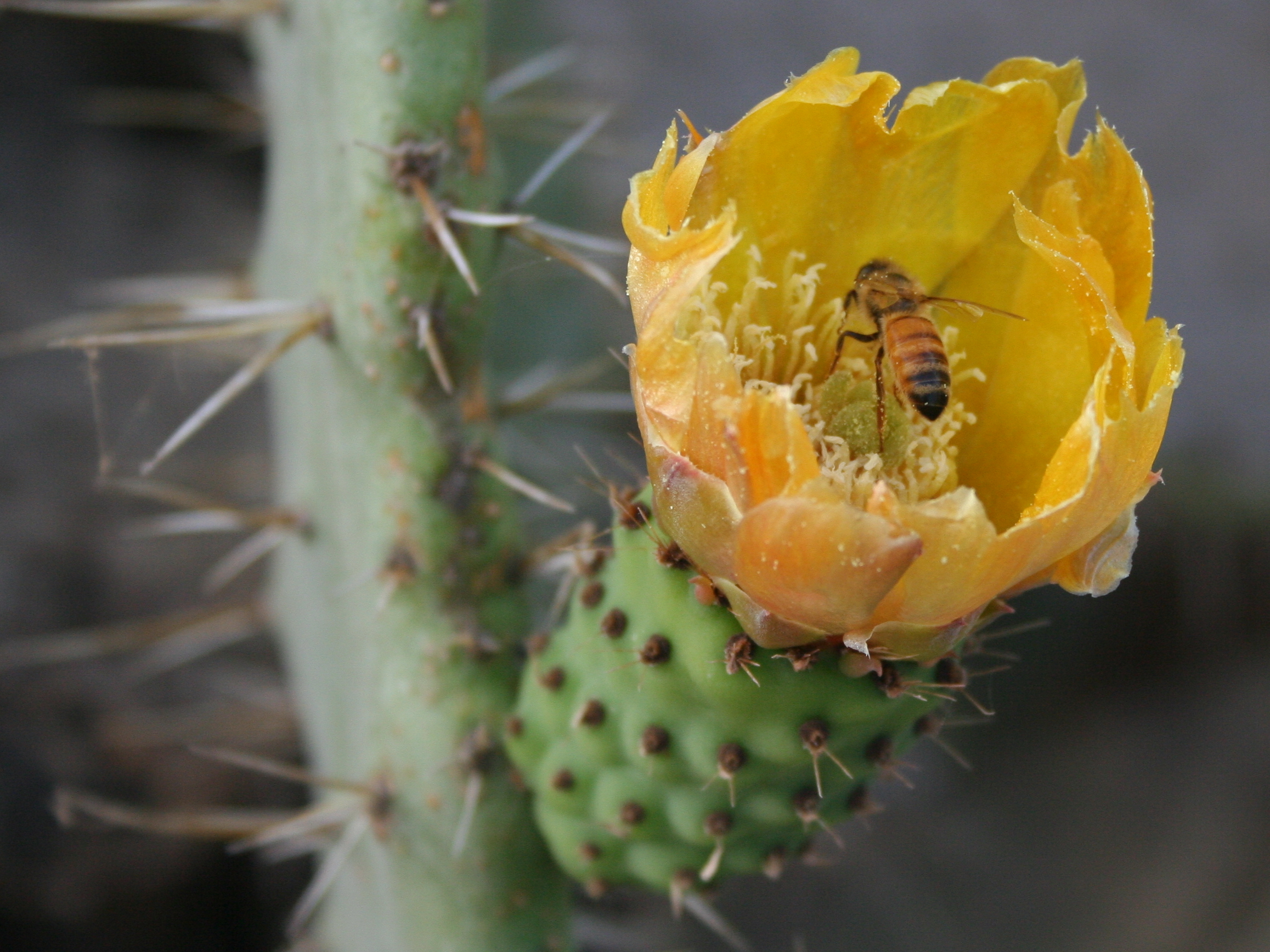
Ra hoa

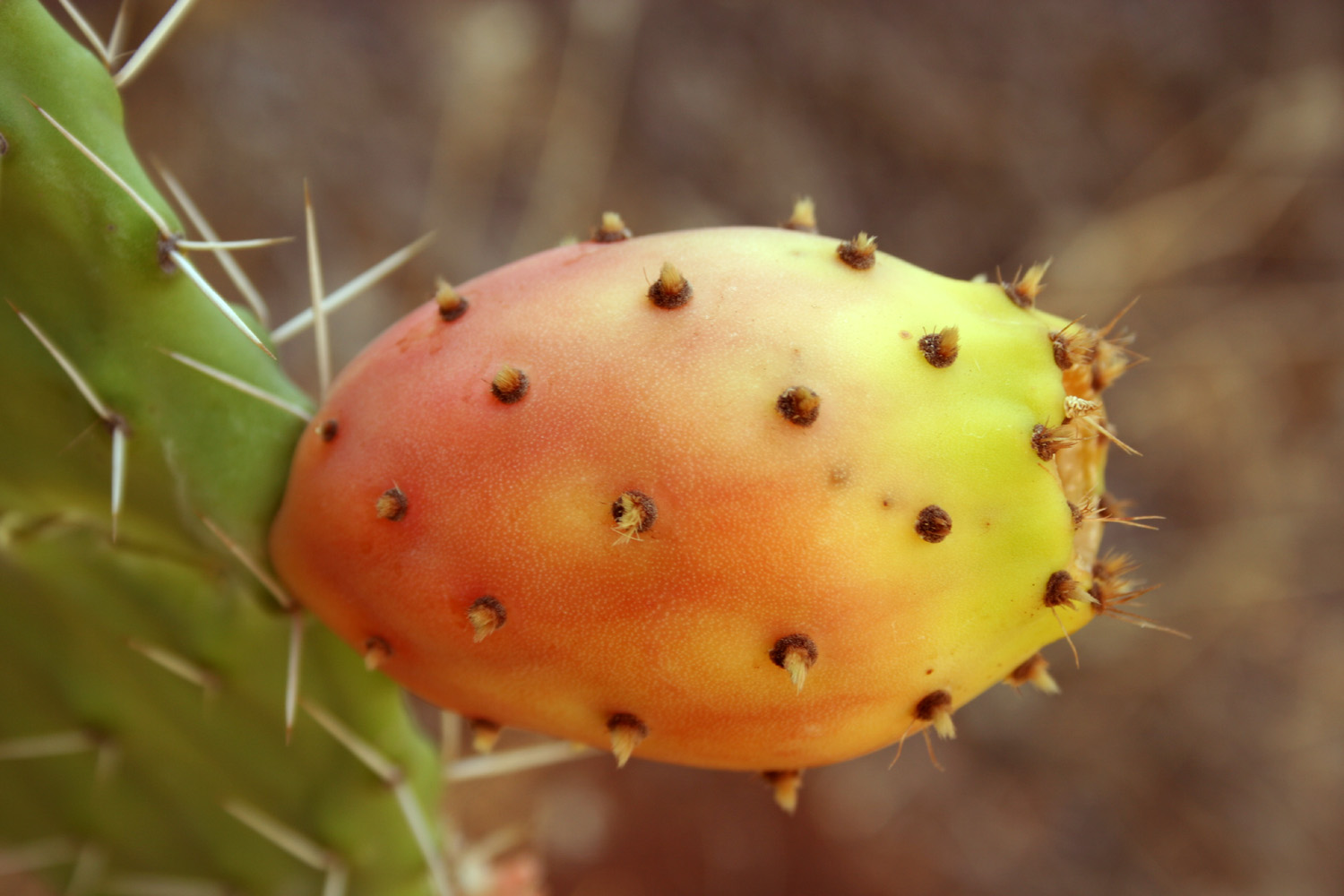
Quả cây nopal

Opuntia ficus-indica là thể đa bội , lưỡng tính và tự phối. Vì các loài Opuntia phát triển trong môi trường bán khô hạn, yếu tố hạn chế chính trong môi trường của chúng là nước. Chúng đã phát triển một số khả năng thích nghi với điều kiện khô, đặc biệt là sự mọng nước.
Các cây bụi lâu năm Xương rồng Nopal có thể phát triển lên đến chiều cao 3–5 m, dày, mọng nước và thuôn dài để hình thìa thân cây gọi cladodes. Nó có lớp biểu bì dạng sáp chống thấm nước và phản xạ ánh nắng mặt trời. Những quả chùm từ 1–2 năm tuổi sẽ ra hoa, màu sắc của quả từ xanh nhạt đến đỏ đậm.
Cây ra hoa với ba màu rõ rệt: trắng, vàng và đỏ. Những bông hoa lần đầu tiên xuất hiện vào đầu tháng 5 đến đầu mùa hè ở Bắc bán cầu, và quả chín từ tháng 8 đến tháng 10. Quả ăn được, trừ lớp vỏ dày bên ngoài, sau khi để lạnh trong tủ lạnh vài giờ. Chúng có hương vị tương tự như dưa hấu. Phần thịt có màu đỏ tươi, tím, trắng hoặc vàng chứa nhiều hạt cứng nhỏ thường khó nuốt được, nhưng những người có vấn đề về tiêu hóa nên tránh dùng hạt.

## Sử dụng

### Tiêu dùng của con người

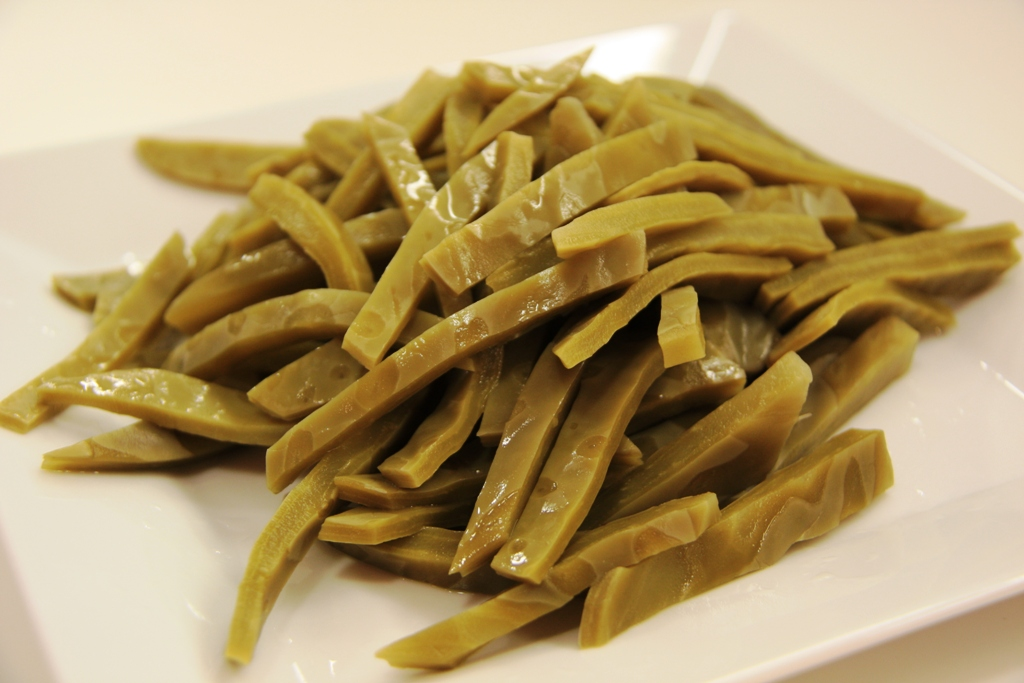
Nopal cắt lát

O.ficus-indica được tiêu thụ rộng rãi như thực phẩm. Quả của nó được thương mại hóa ở nhiều nơi trên thế giới, được ăn sống và có một trong những hàm lượng vitamin C cao nhất so với bất kỳ loại trái cây nào.
"Lá" (hay cladodes - về mặt kỹ thuật là thân) được nấu chín và ăn như một loại rau được gọi là nopalitos. Chúng được cắt thành dải, bỏ vỏ hoặc không, rồi chiên với trứng và ớt jalapeños , được phục vụ như một món ăn sáng. Chúng có kết cấu và hương vị giống như đậu que. Quả hoặc lá có thể được luộc chín, dùng sống hoặc trộn với nước quả, nấu trên chảo, dùng làm món ăn kèm với thịt gà, hoặc thêm vào bánh taco. Mứt và thạch được sản xuất từ trái cây, giống như dâu tây và quả sung về màu sắc và hương vị. Người Mexico có thể sử dụng Opuntia như một thức uống có cồn được gọi là thuốc giảm đau ruột kết.
Ở Sicily, một loại rượu mùi có vị lê gai được gọi là ficodi được sản xuất, có hương vị giống như một loại rượu khai vị . Ở Malta, một loại rượu mùi có tên là bajtra (tên tiếng Malta có nghĩa là lê gai) được làm từ loại quả này, có thể được tìm thấy mọc hoang ở hầu hết các cánh đồng. Trên đảo Saint Helena, lê gai còn có tên gọi khác là rượu mùi chưng cất tại địa phương, Tungi Spirit .

### Thức ăn gia súc
Ngành chăn nuôi gia súc của Tây Nam Hoa Kỳ đã bắt đầu trồng O. ficus-indica như một nguồn thức ăn tươi cho gia súc. [2] [8] Cây xương rồng được trồng vừa làm nguồn thức ăn vừa làm hàng rào ranh giới. Gia súc được cho ăn nhiều loại xương rồng không có gai. [8] Miếng đệm xương rồng có hàm lượng chất khô và protein thô thấp, nhưng hữu ích như một chất bổ sung trong điều kiện khô hạn. Ngoài giá trị lương thực, độ ẩm còn giúp hạn chế việc tưới nước cho gia súc trong thời gian khô hạn. Nhiều loài động vật hoang dã sử dụng quả lê gai làm thức ăn. 

### Chống xói mòn đất
Opuntia ficus-indica được trồng trong hàng rào để kiểm soát xói mòn giá rẻ nhưng hiệu quả ở lưu vực Địa Trung Hải. Dưới những hàng rào đó và các khu vực lân cận, tính chất vật lý của đất, nitơ và chất hữu cơ được cải thiện đáng kể. Tính ổn định cấu trúc của đất được nâng cao, giảm thiểu nước chảy và xói mòn, đồng thời tăng cường khả năng trữ nước và khả năng thấm. Việc trồng lê gai cũng có tác động tích cực đến sự phát triển thực vật của các loài khác bằng cách cải thiện các điều kiện môi trường khắc nghiệt tạo điều kiện thuận lợi cho sự xâm chiếm và phát triển của các loài thân thảo.
Opuntia ficus-indica đang được sử dụng một cách thuận lợi ở Tunisia và Algeria để làm chậm và định hướng sự di chuyển của cát cũng như tăng cường phục hồi lớp phủ thực vật, giảm thiểu sự xuống cấp của các ruộng bậc thang đã xây dựng nhờ hệ thống rễ sâu và khỏe của nó.